# Liesbet Verstraeten
Liesbet Verstraeten is een Belgische actrice.

## Biografie
Haar bekendste rol was die van Miranda De Bolle, de tienerdochter van Octaaf De Bolle, in de bekende jeugdserie Samson en Gert. In 1992 stapten ze samen in de soap om het vertrek van Joop Mengelmoes op te vangen. Verstraeten verliet de serie in 1993 omdat ze het te druk kreeg met haar studies bij Studio Herman Teirlinck, terwijl Walter Van de Velde (Octaaf) tot 2002 meedeed in de serie.
Verstraeten speelde ook nog in de Eén-soap Thuis mee.
Verstraeten speelt ook in verschillende theatershows.